# 堺市史
堺市史（さかいしし）は、大阪府堺市において1929年3月より1931年3月にかけて刊行された市史。当代あるいは次世代を代表する歴史学者が多数編纂に参加したことで知られ、日本史学史にも影響を与えた。全8巻。
堺市における市史編纂は明治後期の1902年に「堺史」の名称で行われたが1年で挫折した。ところが、1923年の関東大震災の報を受けて早急な市史編纂と史料の保存の認識が市当局・市議会の間で高まった。折りしも大阪市において『大阪市史』の編纂が進められていたことから、これに対抗すべく大規模な市史編纂が決定された。1924年、堺市は市史編纂部を設置、監修に法制史の権威である三浦周行、編纂長に中村喜代三（1928年以後は牧野信之助）を迎えた他、小葉田淳・岩橋小弥太・藤直幹・山根徳太郎ら新進気鋭の歴史学者が編纂者として名を連ねた。これは、堺が中世における日本経済の中心地の1つであり、歴史学者の間でもこの事業への関心が高かったことによる。史料収集は日本全国に及んだ。
1928年より成稿順に印刷が開始されて翌年に第1巻が出された。第1巻から3巻までは通史と地理概説を扱った「本編」、第4巻から6巻までは「資料編」として当時としては珍しい史料の原文を翻刻してそのまま収録、第7巻は「別巻」として人物誌、神社寺院・記念物誌、名蹟誌などを収録、最終の第8巻を「索引・年表・編纂沿革」に充てた。
堺という土地の歴史的重要性に加え、原本そのままの史料採録、史学史に名を残した歴史学者の編纂参加など多くの面で評価され、自治体発行の郷土史書でも『大阪市史』と並ぶ名著として名高い。
なお、その後1971年に小葉田淳を監修者として堺市史完成後の堺市の歴史及び市町村合併によって堺市に編入された地域に関する続編全6巻が編纂され、1976年に完成している。